# Józef Gawron (ur. 1962)
Józef Wojciech Gawron (ur. 13 kwietnia 1962 w Rzeszowie) – polski samorządowiec, polityk, przedsiębiorca i nauczyciel, w latach 2015–2018 wicewojewoda małopolski, w latach 2021–2024 wicemarszałek województwa małopolskiego.

## Życiorys
Absolwent Politechniki Krakowskiej (kierunek: mechanika – technologia maszyn, specjalizacja: automatyzacja i robotyzacja procesów produkcji). Ukończył także studia podyplomowe na kierunkach: „informatyka”, „menedżer ochrony zdrowia”, „organizacja i zarządzanie oświatą samorządową” oraz „edukacja ekonomiczna – przedsiębiorczość”. Od 1988 do 2006 uczył informatyki i innych przedmiotów ścisłych w Zespole Szkół im. Bartosza Głowackiego w Proszowicach.
W latach 1994–2010 był przedsiębiorcą, właścicielem Zakładu Usług Informatycznych „INFF-NETT”, zajmującego się oprogramowaniem wspomagającym zarządzanie przedsiębiorstwem. W latach 2006–2008 pełnił funkcję Wojewódzkiego Małopolskiego Komendanta Ochotniczych Hufców Pracy w Krakowie, a od 2008 do 2015 – zastępcy dyrektora ds. administracji i logistyki Samodzielnego Publicznego Zespołu Opieki Zdrowotnej w Brzesku.
Od 2009 do 2015 wykonywał zadania asesora dotyczące merytorycznej oceny projektów złożonych w ramach Małopolskiego Regionalnego Programu Operacyjnego na lata 2007–2013 z obszaru „Infrastruktura edukacyjna”. Do grudnia 2015 był członkiem Rady Programowej TVP Kraków. Jest współzałożycielem Stowarzyszenia „Gniazdo – Ziemia Proszowicka”. Pracował też w Radzie Społecznej Szpitala Powiatowego w Proszowicach. 29 marca 2017 został przewodniczącym prezydium Rady Programowej TVP3 Kraków.
Przystąpił do Prawa i Sprawiedliwości. W 2006 bez powodzenia kandydował na burmistrza gminy i miasta Proszowice, jednak uzyskał mandat radnego powiatu proszowickiego (odnawiany w 2010 i 2014), który pełnił do 2015. Ponownie ubiegał się o fotel burmistrza w 2010. Zasiadł w zarządzie PiS w okręgu tarnowskim. W styczniu 2023 został mianowany pełnomocnikiem Prawa i Sprawiedliwości na powiat proszowicki. 
16 grudnia 2015 został powołany na stanowisko wicewojewody małopolskiego. W wyborach samorządowych w 2018 został wybrany na radnego Sejmiku Województwa Małopolskiego VI kadencji. W listopadzie tego samego roku przestał pełnić funkcję wicewojewody małopolskiego. 10 września 2021 powołany na wicemarszałka województwa (po odwołaniu Tomasza Urynowicza). W 2024 ponownie uzyskał mandat radnego sejmiku. W lipcu tego samego roku został zawieszony w prawach członka Prawa i Sprawiedliwości wskutek sprzeciwu wobec kandydatury Łukasza Kmity na marszałka województwa. W tym samym miesiącu zakończył pełnienie funkcji wicemarszałka oraz wystąpił z PiS (pozostając w klubie radnych tej partii).

## Odznaczenia
- Złoty Krzyż Zasługi (2025)[16]
- Srebrny Krzyż Zasługi (2020)[17][18]

## Życie prywatne
Syn Henryka i Janiny. Żonaty, ma dwoje dzieci. Zamieszkały w Górce Stogniowskiej.